# エミュレータ
エミュレータ（英: Emulator）またはエミュレーターとは、コンピュータや機械の模倣装置あるいは模倣ソフトウェアのことである。エミュレート（動詞）ともエミュレーション（名詞）ともいう。

## 概要
コンピュータ分野で使われることが多い用語だが、もともとは機械装置全般に使う言葉である。判りやすく言えば、機械を真似る機械である。
ある機械部品やソフトウェアを動作させるのに、オリジナルのシステムを用意するのが難しい場合に、オリジナルと全く同じ動作をするより簡便なシステムを用意することがある。この装置をエミュレータという。エミュレータの上で、動作させたいソフトウェアや機械部品をオリジナルと全く同じように機能させられる。機械装置やハードウェアだけでエミュレータを作成したり、ソフトだけで作成したり、あるいはその両方を同時に使う。
たとえば、巨大な工作機械や航空機などは部品の設計段階や試作段階から装置全体を使ってテストをすることが困難である。そこで、テストする部品以外の部分をエミュレータで代用する。あるいは反対に、一部の部品をエミュレータに置き換え、極端な負荷をエミュレータから発生させて、システムの耐久性をテストしたりする場合などにも使われる。
また広く使われているものとしては、プログラマブルロジックコントローラがある。これはリレー回路で構成された制御装置を特殊なコンピュータで模倣したエミュレータだが、リレー回路より使い勝手が良いので、今では、フェイルセーフ回路、動力回路を除いて本物のリレー回路が制御装置として新たに使われることはほとんどない。

## 語源
語源は英語の"emulate"（エミュレート：模倣する・真似をする）からきており、そのとおり異なるハードウェアやソフトウェア環境を模倣・物真似をさせる技術である。模倣対象のシステムを近似や推論でモデル化する場合をシミュレート（simulate）という。エミュレーションやエミュレータは、模倣対象のシステムにおいて、予測できる現象より予測できない現象が支配的である場合に使われる。また、非常に高い安全性が要求される場合にも良く使われる。予測できる現象が支配的な場合や、完全に模倣することが難しい場合はシミュレーション技術を使う。